# Potamochoerus
Potamochoerus é um gênero de mamíferos da família Suidae, que inclui os chamados potamocheros, duas espécies de porcos do mato africanos de pelo avermelhado.
As duas espécies de potamochero reconhecidas são:
- Potamochoerus larvatus F. Cuvier, 1822
- Potamochoerus porcus Linnaeus, 1758